# Jerzy Cambridge
Jerzy Franciszek Hugh Cambridge (ur. 11 października 1895 w Londynie, zm. 16 kwietnia 1981 w Leicestershire) – książę Teck, earl Athlone, 2. markiz Cambridge.

## Życiorys
Syn Adolfa Cambridge'a 1. markiza Cambridge i Małgorzaty Grosvenor.
Uczęszczał do Eton College. W czasie I wojny światowej służył w 1st Regiment of Life Guards. Po wojnie pracował w firmie zajmującej się bankowością.
10 kwietnia 1923 ożenił się z Dorothy Hastings. Para miała jedną córkę Marię (1924–1999).
W 1927 roku zmarł Adolf Cambridge, Jerzy został 2. markizem Cambridge, w tym samym roku został Kawalerem Krzyża Komandorskiego. W 1935 roku został Kawalerem Wielkiego Krzyża.
Wraz z żoną rzadko uczestniczył w życiu dworskim, brał jednak udział w koronacji Jerzego V, Jerzego VI i Elżbiety II.
Po jego śmierci parostwo Cambridge przestało istnieć, gdyż jego młodszy brat zginął w czasie II wojny światowej, a sam Jerzy nie miał synów.